# 1505
Portal Geschichte | Portal Biografien | Aktuelle Ereignisse | Jahreskalender | Tagesartikel

◄ |
15. Jahrhundert |
16. Jahrhundert
| 17. Jahrhundert | ►

◄ |
1470er |
1480er |
1490er |
1500er
| 1510er | 1520er | 1530er | ►

◄◄ |
◄ |
1501 |
1502 |
1503 |
1504 |
1505
| 1506 | 1507 | 1508 | 1509 | ► | ►►
Staatsoberhäupter  · Nekrolog · Kunstjahr · Literaturjahr · Musikjahr   · Wissenschaftsjahr
| Januar | Januar | Januar | Januar | Januar | Januar | Januar | Januar |
| Kw     | Mo     | Di     | Mi     | Do     | Fr     | Sa     | So     |
| ------ | ------ | ------ | ------ | ------ | ------ | ------ | ------ |
| 1      |        |        | 1      | 2      | 3      | 4      | 5      |
| 2      | 6      | 7      | 8      | 9      | 10     | 11     | 12     |
| 3      | 13     | 14     | 15     | 16     | 17     | 18     | 19     |
| 4      | 20     | 21     | 22     | 23     | 24     | 25     | 26     |
| 5      | 27     | 28     | 29     | 30     | 31     |        |        |

| Februar | Februar | Februar | Februar | Februar | Februar | Februar | Februar |
| Kw      | Mo      | Di      | Mi      | Do      | Fr      | Sa      | So      |
| ------- | ------- | ------- | ------- | ------- | ------- | ------- | ------- |
| 5       |         |         |         |         |         | 1       | 2       |
| 6       | 3       | 4       | 5       | 6       | 7       | 8       | 9       |
| 7       | 10      | 11      | 12      | 13      | 14      | 15      | 16      |
| 8       | 17      | 18      | 19      | 20      | 21      | 22      | 23      |
| 9       | 24      | 25      | 26      | 27      | 28      |         |         |

| März | März | März | März | März | März | März | März |
| Kw   | Mo   | Di   | Mi   | Do   | Fr   | Sa   | So   |
| ---- | ---- | ---- | ---- | ---- | ---- | ---- | ---- |
| 9    |      |      |      |      |      | 1    | 2    |
| 10   | 3    | 4    | 5    | 6    | 7    | 8    | 9    |
| 11   | 10   | 11   | 12   | 13   | 14   | 15   | 16   |
| 12   | 17   | 18   | 19   | 20   | 21   | 22   | 23   |
| 1    | 24   | 25   | 26   | 27   | 28   | 29   | 30   |
| 14   | 31   |      |      |      |      |      |      |

| April | April | April | April | April | April | April | April |
| Kw    | Mo    | Di    | Mi    | Do    | Fr    | Sa    | So    |
| ----- | ----- | ----- | ----- | ----- | ----- | ----- | ----- |
| 14    |       | 1     | 2     | 3     | 4     | 5     | 6     |
| 15    | 7     | 8     | 9     | 10    | 11    | 12    | 13    |
| 16    | 14    | 15    | 16    | 17    | 18    | 19    | 20    |
| 17    | 21    | 22    | 23    | 24    | 25    | 26    | 27    |
| 18    | 28    | 29    | 30    |       |       |       |       |

| Mai | Mai | Mai | Mai | Mai | Mai | Mai | Mai |
| Kw  | Mo  | Di  | Mi  | Do  | Fr  | Sa  | So  |
| --- | --- | --- | --- | --- | --- | --- | --- |
| 18  |     |     |     | 1   | 2   | 3   | 4   |
| 19  | 5   | 6   | 7   | 8   | 9   | 10  | 11  |
| 20  | 12  | 13  | 14  | 15  | 16  | 17  | 18  |
| 21  | 19  | 20  | 21  | 22  | 23  | 24  | 25  |
| 22  | 26  | 27  | 28  | 29  | 30  | 31  |     |

| Juni | Juni | Juni | Juni | Juni | Juni | Juni | Juni |
| Kw   | Mo   | Di   | Mi   | Do   | Fr   | Sa   | So   |
| ---- | ---- | ---- | ---- | ---- | ---- | ---- | ---- |
| 22   |      |      |      |      |      |      | 1    |
| 23   | 2    | 3    | 4    | 5    | 6    | 7    | 8    |
| 24   | 9    | 10   | 11   | 12   | 13   | 14   | 15   |
| 25   | 16   | 17   | 18   | 19   | 20   | 21   | 22   |
| 26   | 23   | 24   | 25   | 26   | 27   | 28   | 29   |
| 27   | 30   |      |      |      |      |      |      |

| Juli | Juli | Juli | Juli | Juli | Juli | Juli | Juli |
| Kw   | Mo   | Di   | Mi   | Do   | Fr   | Sa   | So   |
| ---- | ---- | ---- | ---- | ---- | ---- | ---- | ---- |
| 27   |      | 1    | 2    | 3    | 4    | 5    | 6    |
| 2    | 7    | 8    | 9    | 10   | 11   | 12   | 13   |
| 29   | 14   | 15   | 16   | 17   | 18   | 19   | 20   |
| 30   | 21   | 22   | 23   | 24   | 25   | 26   | 27   |
| 31   | 28   | 29   | 30   | 31   |      |      |      |

| August | August | August | August | August | August | August | August |
| Kw     | Mo     | Di     | Mi     | Do     | Fr     | Sa     | So     |
| ------ | ------ | ------ | ------ | ------ | ------ | ------ | ------ |
| 31     |        |        |        |        | 1      | 2      | 3      |
| 32     | 4      | 5      | 6      | 7      | 8      | 9      | 10     |
| 33     | 11     | 12     | 13     | 14     | 15     | 16     | 17     |
| 34     | 18     | 19     | 20     | 21     | 22     | 23     | 24     |
| 35     | 25     | 26     | 27     | 28     | 29     | 30     | 31     |

| September | September | September | September | September | September | September | September |
| Kw        | Mo        | Di        | Mi        | Do        | Fr        | Sa        | So        |
| --------- | --------- | --------- | --------- | --------- | --------- | --------- | --------- |
| 36        | 1         | 2         | 3         | 4         | 5         | 6         | 7         |
| 37        | 8         | 9         | 10        | 11        | 12        | 13        | 14        |
| 38        | 15        | 16        | 17        | 18        | 19        | 20        | 21        |
| 39        | 22        | 23        | 24        | 25        | 26        | 27        | 28        |
| 40        | 29        | 30        |           |           |           |           |           |

| Oktober | Oktober | Oktober | Oktober | Oktober | Oktober | Oktober | Oktober |
| Kw      | Mo      | Di      | Mi      | Do      | Fr      | Sa      | So      |
| ------- | ------- | ------- | ------- | ------- | ------- | ------- | ------- |
| 40      |         |         | 1       | 2       | 3       | 4       | 5       |
| 41      | 6       | 7       | 8       | 9       | 10      | 11      | 12      |
| 42      | 13      | 14      | 15      | 16      | 17      | 18      | 19      |
| 43      | 20      | 21      | 22      | 23      | 24      | 25      | 26      |
| 44      | 27      | 28      | 29      | 30      | 31      |         |         |

| November | November | November | November | November | November | November | November |
| Kw       | Mo       | Di       | Mi       | Do       | Fr       | Sa       | So       |
| -------- | -------- | -------- | -------- | -------- | -------- | -------- | -------- |
| 44       |          |          |          |          |          | 1        | 2        |
| 45       | 3        | 4        | 5        | 6        | 7        | 8        | 9        |
| 46       | 10       | 11       | 12       | 13       | 14       | 15       | 16       |
| 47       | 17       | 18       | 19       | 20       | 21       | 22       | 23       |
| 48       | 24       | 25       | 26       | 27       | 28       | 29       | 30       |

| Dezember | Dezember | Dezember | Dezember | Dezember | Dezember | Dezember | Dezember |
| Kw       | Mo       | Di       | Mi       | Do       | Fr       | Sa       | So       |
| -------- | -------- | -------- | -------- | -------- | -------- | -------- | -------- |
| 49       | 1        | 2        | 3        | 4        | 5        | 6        | 7        |
| 50       | 8        | 9        | 10       | 11       | 12       | 13       | 14       |
| 51       | 15       | 16       | 17       | 18       | 19       | 20       | 21       |
| 52       | 22       | 23       | 24       | 25       | 26       | 27       | 28       |
| 1        | 29       | 30       | 31       |          |          |          |          |

| Januar | Januar | Januar | Januar | Januar | Januar | Januar | Januar |
| Kw     | Mo     | Di     | Mi     | Do     | Fr     | Sa     | So     |
| ------ | ------ | ------ | ------ | ------ | ------ | ------ | ------ |
| 1      |        |        | 1      | 2      | 3      | 4      | 5      |
| 2      | 6      | 7      | 8      | 9      | 10     | 11     | 12     |
| 3      | 13     | 14     | 15     | 16     | 17     | 18     | 19     |
| 4      | 20     | 21     | 22     | 23     | 24     | 25     | 26     |
| 5      | 27     | 28     | 29     | 30     | 31     |        |        |

| Februar | Februar | Februar | Februar | Februar | Februar | Februar | Februar |
| Kw      | Mo      | Di      | Mi      | Do      | Fr      | Sa      | So      |
| ------- | ------- | ------- | ------- | ------- | ------- | ------- | ------- |
| 5       |         |         |         |         |         | 1       | 2       |
| 6       | 3       | 4       | 5       | 6       | 7       | 8       | 9       |
| 7       | 10      | 11      | 12      | 13      | 14      | 15      | 16      |
| 8       | 17      | 18      | 19      | 20      | 21      | 22      | 23      |
| 9       | 24      | 25      | 26      | 27      | 28      |         |         |

| März | März | März | März | März | März | März | März |
| Kw   | Mo   | Di   | Mi   | Do   | Fr   | Sa   | So   |
| ---- | ---- | ---- | ---- | ---- | ---- | ---- | ---- |
| 9    |      |      |      |      |      | 1    | 2    |
| 10   | 3    | 4    | 5    | 6    | 7    | 8    | 9    |
| 11   | 10   | 11   | 12   | 13   | 14   | 15   | 16   |
| 12   | 17   | 18   | 19   | 20   | 21   | 22   | 23   |
| 1    | 24   | 25   | 26   | 27   | 28   | 29   | 30   |
| 14   | 31   |      |      |      |      |      |      |

| April | April | April | April | April | April | April | April |
| Kw    | Mo    | Di    | Mi    | Do    | Fr    | Sa    | So    |
| ----- | ----- | ----- | ----- | ----- | ----- | ----- | ----- |
| 14    |       | 1     | 2     | 3     | 4     | 5     | 6     |
| 15    | 7     | 8     | 9     | 10    | 11    | 12    | 13    |
| 16    | 14    | 15    | 16    | 17    | 18    | 19    | 20    |
| 17    | 21    | 22    | 23    | 24    | 25    | 26    | 27    |
| 18    | 28    | 29    | 30    |       |       |       |       |

| Mai | Mai | Mai | Mai | Mai | Mai | Mai | Mai |
| Kw  | Mo  | Di  | Mi  | Do  | Fr  | Sa  | So  |
| --- | --- | --- | --- | --- | --- | --- | --- |
| 18  |     |     |     | 1   | 2   | 3   | 4   |
| 19  | 5   | 6   | 7   | 8   | 9   | 10  | 11  |
| 20  | 12  | 13  | 14  | 15  | 16  | 17  | 18  |
| 21  | 19  | 20  | 21  | 22  | 23  | 24  | 25  |
| 22  | 26  | 27  | 28  | 29  | 30  | 31  |     |

| Juni | Juni | Juni | Juni | Juni | Juni | Juni | Juni |
| Kw   | Mo   | Di   | Mi   | Do   | Fr   | Sa   | So   |
| ---- | ---- | ---- | ---- | ---- | ---- | ---- | ---- |
| 22   |      |      |      |      |      |      | 1    |
| 23   | 2    | 3    | 4    | 5    | 6    | 7    | 8    |
| 24   | 9    | 10   | 11   | 12   | 13   | 14   | 15   |
| 25   | 16   | 17   | 18   | 19   | 20   | 21   | 22   |
| 26   | 23   | 24   | 25   | 26   | 27   | 28   | 29   |
| 27   | 30   |      |      |      |      |      |      |

| Juli | Juli | Juli | Juli | Juli | Juli | Juli | Juli |
| Kw   | Mo   | Di   | Mi   | Do   | Fr   | Sa   | So   |
| ---- | ---- | ---- | ---- | ---- | ---- | ---- | ---- |
| 27   |      | 1    | 2    | 3    | 4    | 5    | 6    |
| 2    | 7    | 8    | 9    | 10   | 11   | 12   | 13   |
| 29   | 14   | 15   | 16   | 17   | 18   | 19   | 20   |
| 30   | 21   | 22   | 23   | 24   | 25   | 26   | 27   |
| 31   | 28   | 29   | 30   | 31   |      |      |      |

| August | August | August | August | August | August | August | August |
| Kw     | Mo     | Di     | Mi     | Do     | Fr     | Sa     | So     |
| ------ | ------ | ------ | ------ | ------ | ------ | ------ | ------ |
| 31     |        |        |        |        | 1      | 2      | 3      |
| 32     | 4      | 5      | 6      | 7      | 8      | 9      | 10     |
| 33     | 11     | 12     | 13     | 14     | 15     | 16     | 17     |
| 34     | 18     | 19     | 20     | 21     | 22     | 23     | 24     |
| 35     | 25     | 26     | 27     | 28     | 29     | 30     | 31     |

| September | September | September | September | September | September | September | September |
| Kw        | Mo        | Di        | Mi        | Do        | Fr        | Sa        | So        |
| --------- | --------- | --------- | --------- | --------- | --------- | --------- | --------- |
| 36        | 1         | 2         | 3         | 4         | 5         | 6         | 7         |
| 37        | 8         | 9         | 10        | 11        | 12        | 13        | 14        |
| 38        | 15        | 16        | 17        | 18        | 19        | 20        | 21        |
| 39        | 22        | 23        | 24        | 25        | 26        | 27        | 28        |
| 40        | 29        | 30        |           |           |           |           |           |

| Oktober | Oktober | Oktober | Oktober | Oktober | Oktober | Oktober | Oktober |
| Kw      | Mo      | Di      | Mi      | Do      | Fr      | Sa      | So      |
| ------- | ------- | ------- | ------- | ------- | ------- | ------- | ------- |
| 40      |         |         | 1       | 2       | 3       | 4       | 5       |
| 41      | 6       | 7       | 8       | 9       | 10      | 11      | 12      |
| 42      | 13      | 14      | 15      | 16      | 17      | 18      | 19      |
| 43      | 20      | 21      | 22      | 23      | 24      | 25      | 26      |
| 44      | 27      | 28      | 29      | 30      | 31      |         |         |

| November | November | November | November | November | November | November | November |
| Kw       | Mo       | Di       | Mi       | Do       | Fr       | Sa       | So       |
| -------- | -------- | -------- | -------- | -------- | -------- | -------- | -------- |
| 44       |          |          |          |          |          | 1        | 2        |
| 45       | 3        | 4        | 5        | 6        | 7        | 8        | 9        |
| 46       | 10       | 11       | 12       | 13       | 14       | 15       | 16       |
| 47       | 17       | 18       | 19       | 20       | 21       | 22       | 23       |
| 48       | 24       | 25       | 26       | 27       | 28       | 29       | 30       |

| Dezember | Dezember | Dezember | Dezember | Dezember | Dezember | Dezember | Dezember |
| Kw       | Mo       | Di       | Mi       | Do       | Fr       | Sa       | So       |
| -------- | -------- | -------- | -------- | -------- | -------- | -------- | -------- |
| 49       | 1        | 2        | 3        | 4        | 5        | 6        | 7        |
| 50       | 8        | 9        | 10       | 11       | 12       | 13       | 14       |
| 51       | 15       | 16       | 17       | 18       | 19       | 20       | 21       |
| 52       | 22       | 23       | 24       | 25       | 26       | 27       | 28       |
| 1        | 29       | 30       | 31       |          |          |          |          |

## Ereignisse

### Politik und Weltgeschehen

#### Großfürstentum Moskau
- 25. Juni: Der 1502 mit Moskauer Hilfe in Kasan eingesetzte Khan Mohammed Eimin bricht die diplomatischen Beziehungen ab und lässt den Gesandten des moskowitischen Zaren Iwan III. verhaften. Der anschließende militärische Vorstoß über die Wolga am 30. August scheitert nach kurzer Zeit vor Nischni Nowgorod, das einer dreitägigen Belagerung standhält.

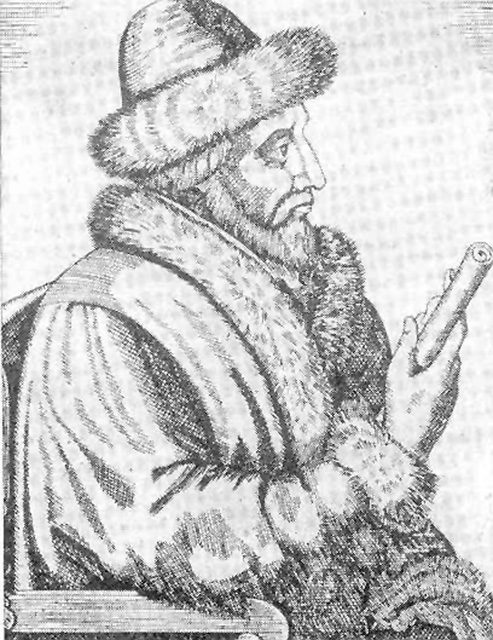
Großfürst Wassili III.

- 27. Oktober: In Moskau stirbt mit Iwan III. nach über 40-jähriger Regierungszeit eine der bedeutendsten Herrschergestalten der russischen Geschichte. Sein Nachfolger wird Wassili III., sein Sohn aus der Ehe mit Sofia Palaiologa. Dieser setzt die Großmachtpolitik seines Vaters fort. In der Innenpolitik stützt er sich auf die Kirche, die ihm gegen die Opposition des Adels beisteht.

#### Polen
- Die Verfassung Nihil Novi wird eine der wichtigsten Grundlagen der polnischen Adelsrepublik. König Alexander installiert auf dem Reichstag zu Radom den Sejm als Zweikammerparlament aus dem aus königlichen Beratern bestehenden Senat und der vom Adel beschickten Landbotenkammer und verlegt den Hauptteil der Beratungen in die zweite Kammer.

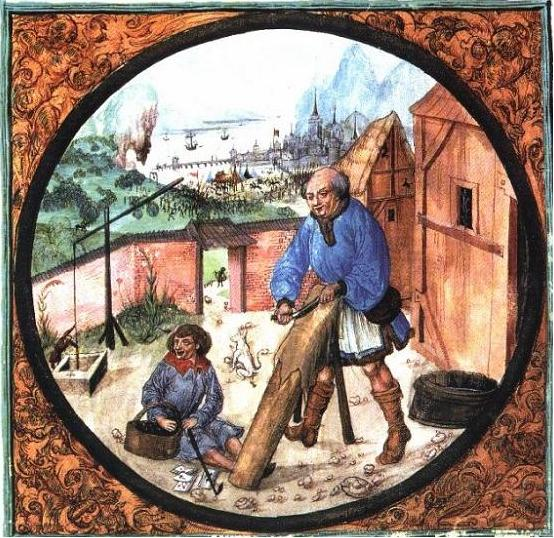
Bild aus dem Balthasar-Behem-Codex

- Im Balthasar-Behem-Kodex werden die Privilegien und Statuten der Stadt Krakau und seiner Gilden festgelegt.

#### Heiliges Römisches Reich
- 15. Juni: Nach dem Tod von Ercole I. d’Este wird sein Sohn Alfonso I. d’Este Herzog von Ferrara, Modena und Reggio.
- 30. Juli: Auf dem Reichstag zu Köln entscheidet der römisch-deutsche König Maximilian I. den Landshuter Erbfolgekrieg: Das Herzogtum Pfalz-Neuburg entsteht.
- 10./11. Oktober: Lucien Grimaldi ersticht in der Nacht seinen Bruder Jean II., Herrn von Monaco, in einem eskalierenden Streit. Später wird Notwehr anerkannt und Lucien tritt die Nachfolge von Jean an.

#### Spanien
- Der seit einem Jahr in spanischer Gefangenschaft befindliche Cesare Borgia wird vom Castillo de Chinchilla de Montearagón in das Gefängnis La Mota in Medina del Campo verlegt.

#### Portugiesisches Kolonialreich
- März: Francisco de Almeida wird vom portugiesischen König Manuel I. zum Vizekönig von Portugiesisch-Indien ernannt, nachdem der ursprünglich vorgesehene Tristão da Cunha wegen zeitweiliger Blindheit das Amt nicht antreten kann. Er bricht am 25. März mit 22 Schiffen auf der von Vasco da Gama entdeckten Route dorthin auf. Auf einem dieser Schiffe befindet sich auch der Deutsche Balthasar Sprenger, der diese Indienreise später in seinem Buch „Meerfahrt“ beschreibt. Ein weiterer Expeditionsteilnehmer ist auch der junge Fernão de Magalhães.

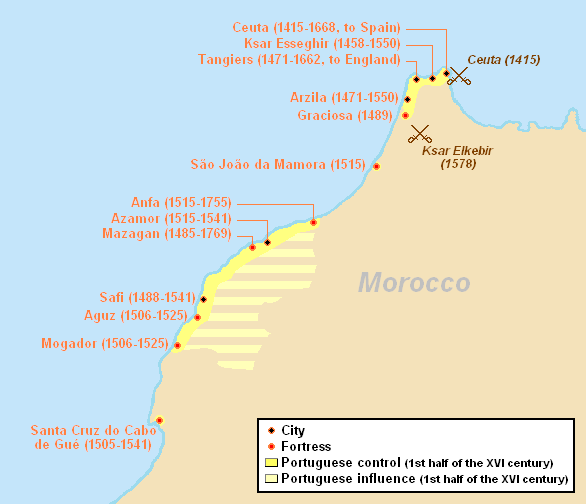
Algarve ultramar: Portugals ehemalige Besitzungen an Marokkos Küste

- Portugiesische Seefahrer beginnen nördlich von Agadir mit dem Bau der Festung Santa Cruz do Cabo de Gué. Es ist dies der südlichste Stützpunkt in der Algarve jenseits des Meeres im heutigen Marokko.
- Die Portugiesen beginnen in Sofala im heutigen Mozambique mit dem Bau einer Festung, um den Seeweg nach Indien abzusichern.
- Portugiesische Seeleute landen auf Grande Comore und betreten damit als erste Europäer die Komoren.
- Die Stadt Kilwa Kisiwani, eine der führenden Städte an der ostafrikanischen Küste, gelangt unter portugiesische Kontrolle.

#### Entdeckungsreisen
- Der französische Seefahrer Binot Paulmier de Gonneville kehrt von einer zweijährigen Entdeckungsreise zurück, auf der er behauptet, Terra Australis entdeckt zu haben.

#### Asien

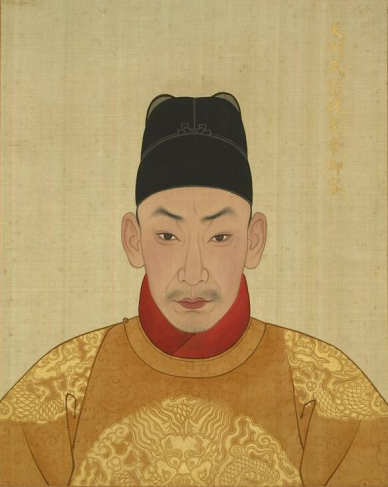
Kaiser Zhengde

- 8. Juni: Durch den Tod seines Vaters Hongzhi wird der 14-jährige Zhengde zehnter chinesischer Kaiser der Ming-Dynastie. Noch auf seinem Totenbett beschwört der sterbende Kaiser seine Großsekretäre, ein Auge auf seinen Sohn zu haben, mit den Worten: Er ist sehr intelligent, aber liebt Leichtigkeit und Vergnügen.

#### Afrika
- Abdallah Muhammad wird nach dem Tod seines Vaters Muhammad asch-Schaich al-Mahdi zweiter Sultan der Wattasiden in Marokko. Er kann sich jedoch weder gegen die Beduinen- und Berberstämme im Land durchsetzen noch das Vordringen der Portugiesen verhindern. Diesen Autoritätsverlust nutzen die Saadier unter Scherif Abu Abdallah al-Qa'im zum Aufbau einer Machtbasis in Südmarokko.
- Portugiesische Seefahrer gründen Agadir.
- Afonso I. wird Mani-Kongo des Kongo-Reiches.

### Wirtschaft
- Im Postvertrag vom 18. Januar 1505 erhält Franz von Taxis von Philipp dem Schönen eine Jahrespauschale, um den Dienst auf dem 1490 gegründeten Niederländischen Postkurs aufrechtzuerhalten und die Post in genau festgelegten Zeiträumen zu befördern.
- 28. Januar: Das Fondaco dei Tedeschi, die Niederlassung der deutschen Kaufleute in Venedig, ist nach einem nächtlichen Brand am Morgen eine Ruine. Ein Wiederaufbau wird erforderlich.
- König Maximilian I. bestätigt das 1498 erteilte Privileg für zwei Jahrmärkte in Braunschweig.
- In Goslar werden erstmals Mariengroschen geprägt.

### Wissenschaft und Technik
- Joseph Grünpeck gründet in Regensburg das Gymnasium Poeticum.
- Das Wetterbüchlein, ein meteorologisches Volksbuch des Leonhard Reynmann, erscheint erstmals. Es ist das erste Verzeichnis von Wetterregeln, das sich nicht ausschließlich auf die Wetterkunde aus antiken und mittelalterlichen Quellen stützt, sondern auch auf Beobachtungen.

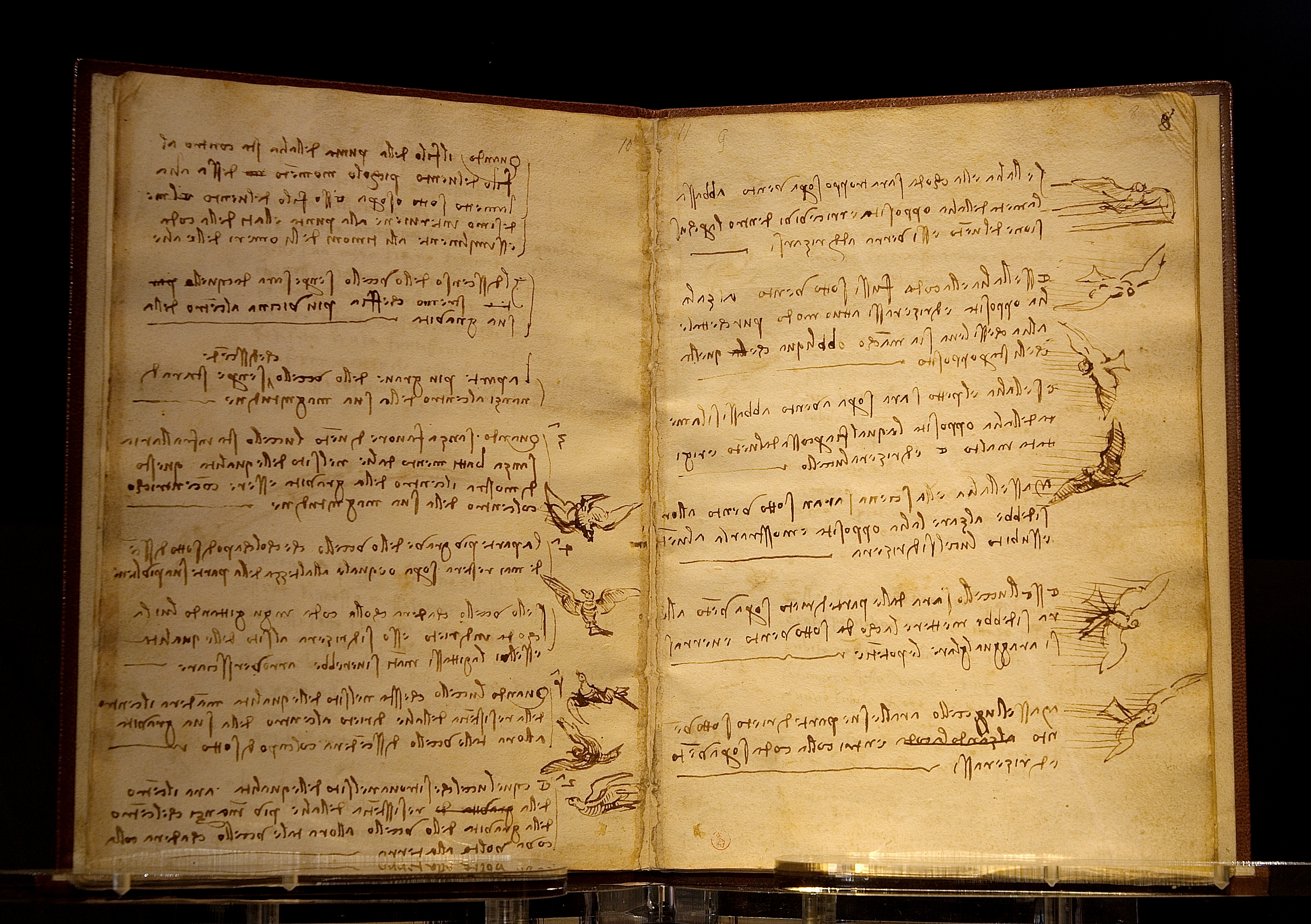
Da Vinci: Untersuchungen über das Flugverhalten der Vögel

- um 1505: Leonardo da Vinci verfasst in der für ihn charakteristischen Spiegelschrift den Kodex über den Vogelflug.

### Kultur

#### Bildende Kunst
- Leonardo da Vinci vollendet das Gemälde Mona Lisa.
- Sodoma malt einen großen Freskenzyklus aus dem Leben des Heiligen Benedikt für das Kloster Monte Oliveto Maggiore und um dieselbe Zeit die Kreuzabnahme, jetzt im Museum von Siena.
- Kurfürst Friedrich berief den Maler Lucas Cranach der Ältere an seinen Wittenberger Hof. Dieser wirkte jahrzehntelang in Wittenberg und schuf bleibende Werke, die die Reformationszeit von Wittenberg in die Welt trugen.

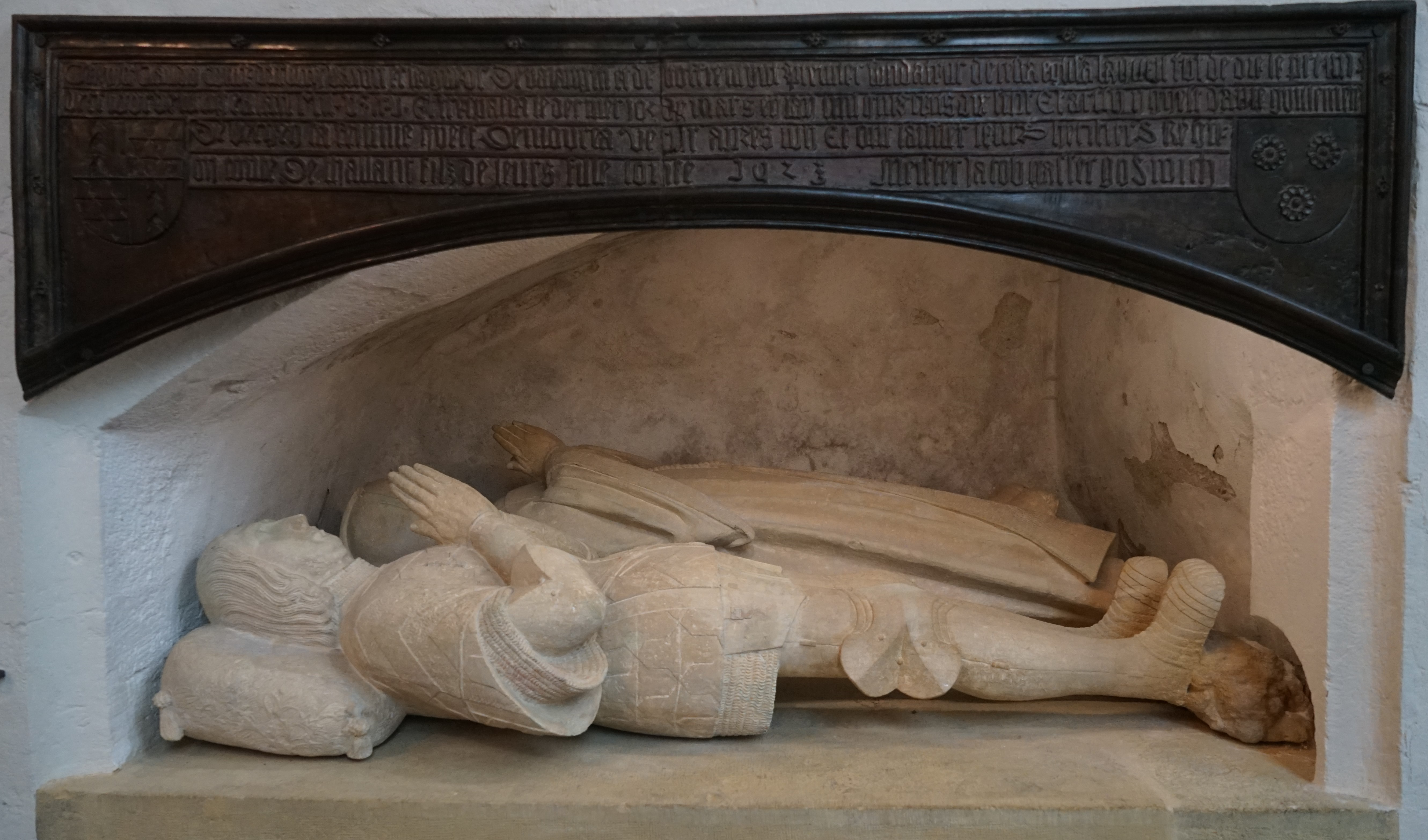
Gesamtansicht des Grabmals

- Die gotische Stiftskirche in Valangin wird geweiht. Im Innern der Kirche befindet sich heute das Grabmal des Kirchengründers und seiner Frau, Claude d’Aarberg und Guillemette de Vergy. Es ist das einzige Doppelgrab mit mittelalterlichen Liegefiguren in der Schweiz.

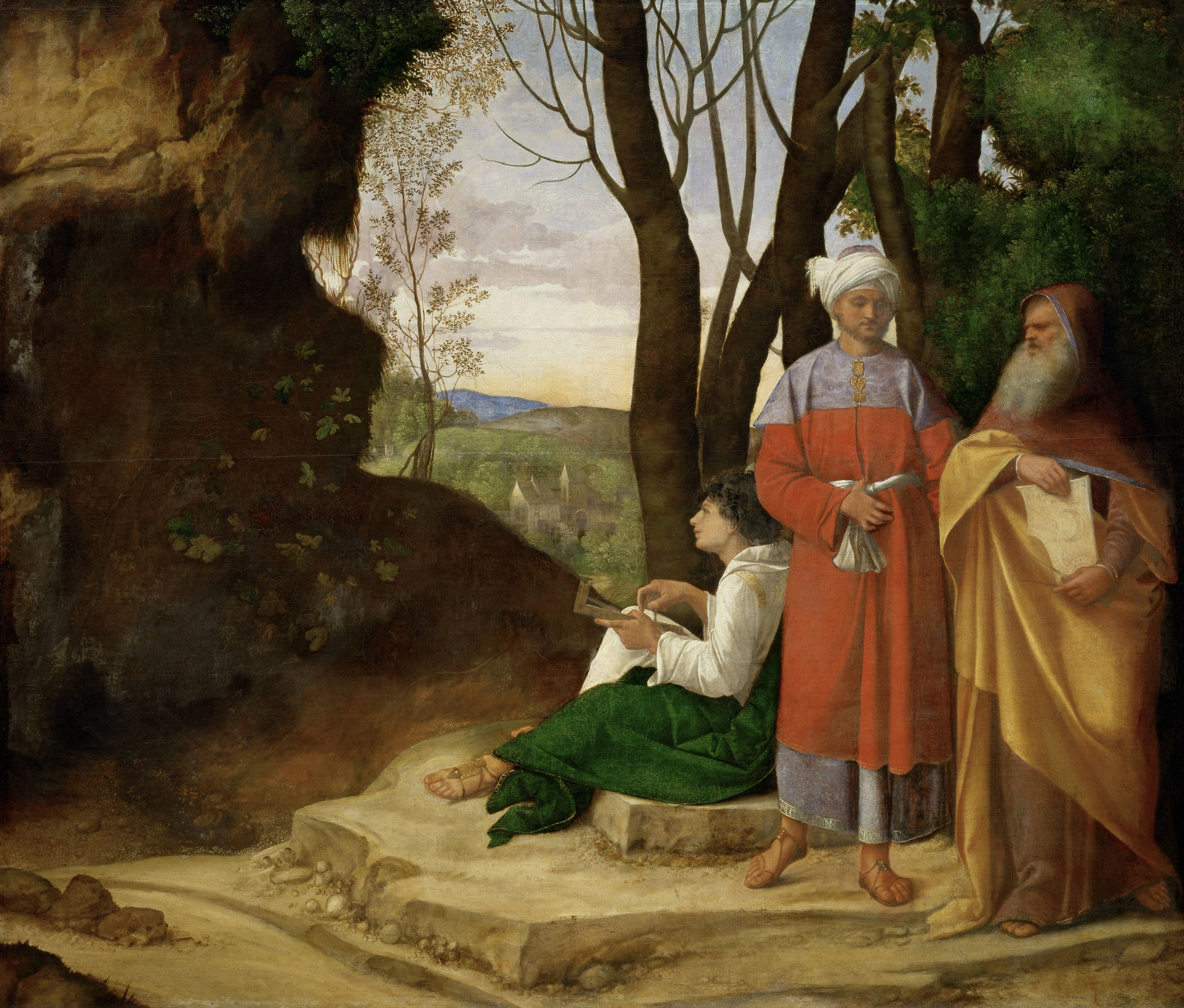
Die drei Philosophen

- um 1505: Giorgione vollendet das Ölgemälde Die drei Philosophen.

#### Musik
- 15. Juni: Herzog Ercole I. d’Este, einer der bedeutendsten Kunstmäzene der Renaissance, stirbt in Ferrara. Die berühmtesten Komponisten Europas arbeiteten entweder für ihn, erhielten von ihm Aufträge oder widmeten ihm Musik, darunter Alexander Agricola, Jacob Obrecht, Heinrich Isaac, Adrian Willaert und Josquin Desprez.
- Knapp einen Monat nach seinem Arbeitgeber Ercole I. d’Este stirbt in Ferrara auch der franko-flämische Komponist Jacob Obrecht an der Pest.
- Antonius Divitis wechselt an die Hofkapelle des Herzogtums Burgund. Diese Institution am Hof Philipps des Schönen ist eine der angesehensten musikalischen Einrichtungen dieser Zeit. Divitis ist hier ab Oktober 1505 Kollege von Pierre de la Rue, Alexander Agricola und Marbrianus de Orto.

### Gesellschaft

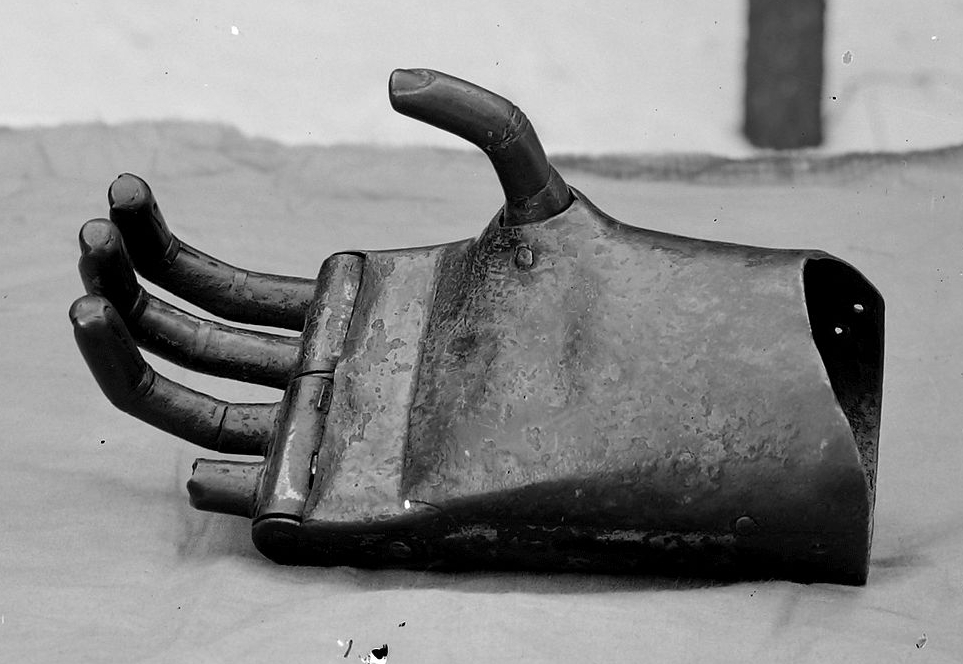
Die erste „Eiserne Hand“

- Götz von Berlichingen, der im Vorjahr im Landshuter Erbfolgekrieg seine Hand verloren hat, legt sich eine eiserne Handprothese zu.
- 1500/1505: Das Straßburger Rätselbuch erscheint erstmals.

### Religion
- 17. Juli: Der Jurastudent Martin Luther tritt in das Kloster der Augustiner-Eremiten in Erfurt ein und erfüllt damit ein am 2. Juli während eines schweren Gewitters in Todesangst abgelegtes Gelübde. Zunächst wird er als Gast im Kloster untergebracht, wohl schon im Herbst jedoch als Novize aufgenommen und für ein Probejahr dem Novizenmeister Johannes von Paltz übergeben.

## Geboren

### Geburtsdatum gesichert
- 12. Januar: Ludwig zu Stolberg, Graf von Königstein († 1574)
- 13. Januar: Joachim II. Hector, Kurfürst von Brandenburg († 1571)
- 05. Februar: Aegidius Tschudi, Schweizer Historiker, Politiker und Anhänger der Gegenreformation († 1572)
- 000Februar: Johannes Hartung, deutscher Gräzist und Hebraist († 1579)
- 10. März: Johannes Scheyring, Bürgermeister von Magdeburg und Kanzler des Herzogs von Mecklenburg († 1555)
- 17. September: Maria von Habsburg, Prinzessin von Kastilien, Österreich und Burgund, Königin von Böhmen und Ungarn († 1558)
- 18. September: Melchior Zobel von Giebelstadt, Fürstbischof von Würzburg († 1558)
- 03. November: Anna Fugger, Augsburger Patrizierin und Ehefrau von Anton Fugger († 1548)
- 03. November: Achilles Pirminius Gasser, deutscher Historiker, Arzt, Medizinschriftsteller und Astrologe († 1577)
- 18. Dezember: Philipp von Hutten, deutscher Welser-Konquistador und kaiserlicher Generalkapitän von Venezuela († 1546)
- 21. Dezember: Thomas Wriothesley, 1. Earl of Southampton, englischer Adeliger  († 1550)
- 25. Dezember: Christina von Sachsen, Landgräfin von Hessen († 1549)

### Genaues Geburtsdatum unbekannt
- Pomponio Amalteo, italienischer Maler († 1588)
- Anton I., Landesherr und Reichsgraf von Oldenburg und Delmenhorst († 1573)
- Charles I. de Cossé, comte de Brissac, Marschall von Frankreich und französischer Diplomat († 1563)
- Hemmann Haberer, Landschreiber und Bühnenautor im Kanton Bern († 1577)
- Pho Thisarath I., König von Lan Xang († 1548)
- Margaret Roper, englische Übersetzerin und Autorin, Tochter von Sir Thomas More († 1544)
- Nicholas Udall, englischer Dramatiker, Erzieher und Kanonikus in Windsor († 1556)

### Geboren um 1505
- Cornelis Anthonisz, niederländischer Maler und Kartograph († 1553)
- Jacquet de Berchem, franko-flämischer Komponist und Kapellmeister († um 1565)
- Thomas Kantzow, deutscher Chronist und Historiker († 1542)
- Sokollu Mehmed Pascha, Befehlshaber und Großwesir des Osmanischen Reichs († 1579)
- Jane Parker, englische Hofdame († 1542)

## Gestorben

### Erstes Halbjahr
- 01. Januar: Juan Castellar y de Borja, Erzbischof von Trani und Monreale (* 1441)
- 20. Januar: Johann IX. Langenmantel vom Sparren, Augsburger Patrizier und Stadtpfleger (* um 1440)
- 21. Januar: Albert von Vechelde, Braunschweiger Großhändler und Großer Bürgermeister des Weichbildes Altstadt von Braunschweig (* 1427)
- 28. Januar: Giovanni Garzoni, italienischer Humanist, Rhetoriker und Lehrer (* 1419)
- 000Januar: Arnold von Harff, deutscher Ritter, Pilger und Reiseschriftsteller (* 1471)

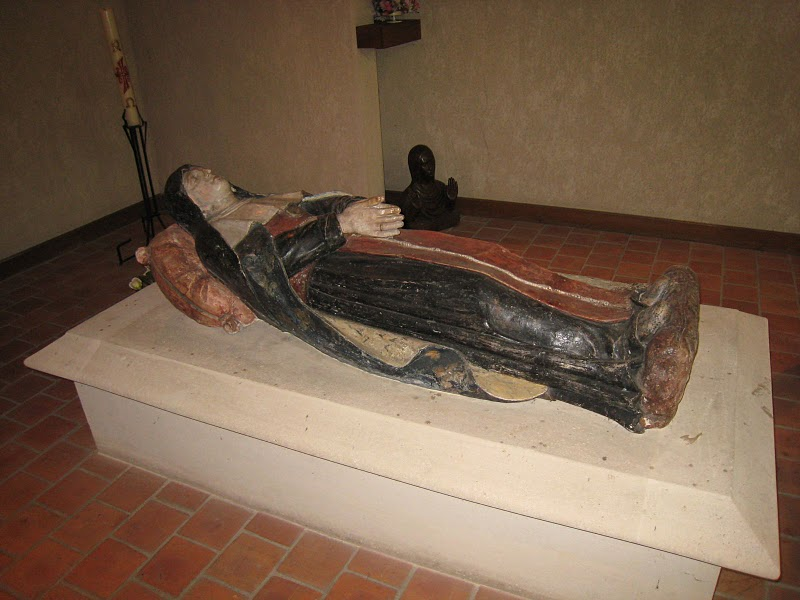
Grabmal der Jeanne de Valois

- 04. Februar: Jeanne de Valois, Herzogin von Orleans und Königin von Frankreich (* 1464)
- 05. März: Philipp von Kleve, Bischof von Nevers, Amiens und Autun (* 1467)
- 06. März: Hinrich Boger, deutscher Dichter, Theologe und Humanist (* vor 1450)
- 08. März: Friedrich II. von Zollern, Bischof von Augsburg (* 1451)
- 12. März: Conrad Hensel, deutscher Theologe (* 1435)
- 18. März: Benedikt von Waldstein, Bischof von Cammin (* um 1440)
- 29. März: Sidonie von Bayern, Prinzessin von Bayern-München (* 1488)
- 30. März: Paulus, Abt des Benediktinerklosters in Münsterschwarzach
- 25. April: Margaretha von Venningen, deutsche Adelige und Äbtissin
- 04. Mai: Ladislaus von Gielniów, polnischer Bernhardinermönch und Dichter (* 1440)
- 28. Mai: Ascanio Sforza, Erzbischof von Eger und Kardinal (* 1455)

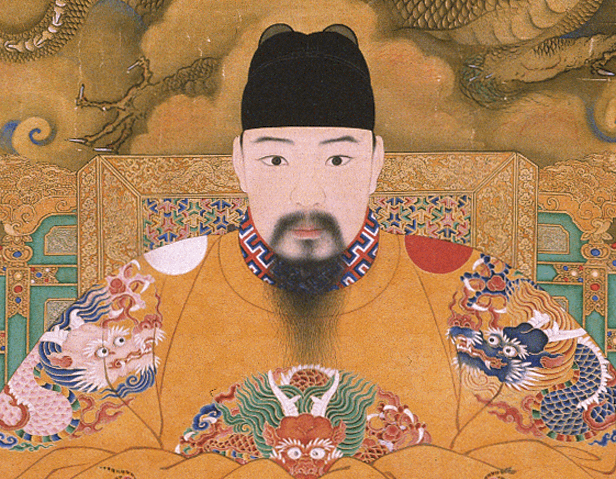
Hongzhi

- 08. Juni: Hongzhi, Kaiser der Ming-Dynastie (* 1470)
- 15. Juni: Ercole I. d’Este, Herzog von Ferrara, Modena und Reggio (* 1431)

### Zweites Halbjahr
- 30. Juli: Johannes Welmecher, Weihbischof in Paderborn, Köln und Havelberg (* 15. Jh.)
- 000Juli: Jacob Obrecht, flämischer Komponist, Sänger und Kleriker (* 1457/58)
- 08. August: Niccolò de Rubini, Bischof von Lacedonia
- 30. August: Elisabeth von Habsburg, Königin von Polen und Großfürstin von Litauen (* 1437)
- 30. August: Tito Vespasiano Strozzi, italienischer Humanist (* 1425)
- 01. September: Wok II., böhmischer Adeliger aus dem Geschlecht der Rosenberger (* 1459)
- 05. September: Raimund Peraudi, Bischof von Gurk und Saintes (* 1435)
- 24. September: Barbara Schwab, Opfer der Hexenverfolgung im Markgraftum Brandenburg-Ansbach
- 06. Oktober: Johannes Adorf, deutscher katholischer Theologe
- 10. Oktober: William Boleyn, englischer Adliger und High Sheriff von Kent (* 1451)
- 11. Oktober: Jean II., Herr von Monaco (* 1468)
- 10. oder 11. Oktober: William Barnes, englischer Kleriker
- 13. Oktober: Takeda Nobumasa, japanischer Daimyō gegen Ende der Muromachi-Zeit (* 1447)
- 18. Oktober: As-Suyūtī, islamischer Gelehrter (* 1445)
- 20. Oktober: Henri de Lorraine-Vaudémont, Bischof von Thérouanne und von Metz (* verm. nach 1430)
- 27. Oktober: Iwan III., Großfürst von Moskau (* 1440)
- 30. Oktober: Paul Scriptoris, deutscher Franziskaner und Theologe (* um 1460)

### Genaues Todesdatum unbekannt
- Anton Archer, bernischer Heerführer und Staatsmann
- Matthäus Böblinger, deutscher Baumeister (* 1450)
- Adam von Fulda, deutscher Komponist und Musiktheoretiker (* um 1445)
- Semen Holszański, litauischer Fürst, Großhetman von Litauen und Wojwode von Nowogródek (* um 1450)
- Konoe Masaie, japanischer Adeliger und Regent (* 1444)
- Pedro Alonso Niño, spanischer Seefahrer (* 1468)
- Muhammad asch-Schaich al-Mahdi, erster Sultan der Wattasiden von Marokko
- Hans Schüchlin, deutscher Maler in Ulm
- Alexander Stewart, 2. Earl of Buchan, schottischer Adeliger (* nach 1465)
- Heinrich Westfal, Lübecker Ratsherr und Fastnachtdichter